# ليودميلا أوليتسكايا
ليودميلا يفجينيفنا أوليتسكايا (بالروسية: Людмила Евгеньевна Улицкая) ـ (ولدت في دافليكانوفو بجمهورية باشكورستان الروسية في 21 فبراير 1943) هي روائية وقاصّة روسية. حصلت على عدة جوائز عالمية، وتعيش حاليًا متنقلة بين موسكو وإسرائيل.

## من أبرز أعمالها الأدبية
- من روايتها المترجمة إلى العربية: صونيتشكا Сонечка. هي رواية قصيرة رائعة ومُحكمة، ترصد التحولات النفسية العميقة لشخصياتها من خلال تفاصيل الحياة اليومية وعلى خلفية النظام السوفيتي الحديدي، وتحكي «أوليتسكايا» ببراعة قصة بطلة لا مثيل لها في كل الكتب التي تقرأها. ترجمها عن الروسية عياد عيد وصدرت عن دار الكرمة في القاهرة.[5]
- رواية «دانيال شتاين، مترجم فوري» (بالروسية: Даниэль Штайн, переводчик)، وهي تتناول الهولوكوست وتؤكد على ضرورة التوفيق بين الديانات الإبراهيمية الثلاث الكُبرى.

## أهم الجوائز
- جائزة بوكر الروسية (روسيا) سنة 2002، عن روايتها «لغز كوكوتسكي».
- وسام السعفات الأكاديمية من رتبة فارس (فرنسا) سنة 2003.
- وسام الفنون والآداب من رتبة فارس (فرنسا) سنة 2004.
- جائزة سيمون دي بوفوار (فرنسا) سنة 2011.
- جائزة بارك كيونغ-ني (كوريا الجنوبية) سنة 2012.
- جائزة الدولة النمساوية للأدب الأوروبي سنة 2014، عن مجمل أعمالها.
- وسام جوقة الشرف من رتبة ضابط.
- جائزة سيجفريد لينز. (2020)

## روابط خارجية
- ليودميلا أوليتسكايا على موقع IMDb (الإنجليزية)
- ليودميلا أوليتسكايا على موقع مونزينجر (الألمانية)
- ليودميلا أوليتسكايا على موقع قاعدة بيانات الفيلم (الإنجليزية)